# Glyptothorax buchanani
Glyptothorax buchanani är en fiskart som beskrevs av Smith, 1945. Glyptothorax buchanani ingår i släktet Glyptothorax och familjen Sisoridae. IUCN kategoriserar arten globalt som otillräckligt studerad. Inga underarter finns listade i Catalogue of Life.